# Ivana Kurtović Budja
Ivana Kurtović Budja (Split, 1972.) je hrvatska jezikoslovka.

## Životopis
Rodila se 1972. u Splitu. Godine 1991. upisala se na studij Kroatistike na Filozofskom fakultetu u Zagrebu na kojem je i diplomirala 1997. radom "Kliški mjesni govor". Magistrirala je 2003. (2001.) na temu "Fonološki opis mjesnih govora čakavskih mjesta koja gravitiraju Zadru, Šibeniku i Splitu". Doktorirala je radom "Govori Makarskoga primorja - fonologija i morfologija" 2009. godine (Sveučilište u Zagrebu).
U Institutu za hrvatski jezik i jezikoslovlje radi od 1998. godine, prvo na projektu Hrvatski jezični atlas, koji je vodio dr. sc. Mijo Lončarić, a onda na projektu Istraživanje kajkavskoga narječja, koji vodi dr. sc. Anita Celinić.
Hrvatska dijalektologija, osobito južnočakavski kopneni i dalmatinski novoštokavski govori predmet su joj užega interesa. Uz to se bavi i proučavanjem odnosa hrvatskoga standardnoga jezika i narječja.
Surađuje u emisiji "Govorimo hrvatski" Hrvatskoga radija te u različitim emisijama Hrvatske televizije s temama iz dijalektologije i zaštite nematerijalne kulturne baštine.
Članica je Povjerenstva za nematerijalnu kulturnu baštinu pri Ministarstvu kulture Republike Hrvatske od 2003. godine. 
Dugogodišnja je povjerenica Nezavisnoga sindikata znanosti i visokoga obrazovanja u Institutu za hrvatski jezik i jezikoslovlje.
Članica je Upravnog vijeća Instituta za hrvatski jezik i jezikoslovlje.